# Geissospermum
Geissospermum é um género botânico pertencente à família Apocynaceae.